# Cheiracanthium russellsmithi
Cheiracanthium russellsmithi is een spinnensoort uit de familie Cheiracanthiidae.
De wetenschappelijke naam van de soort werd in 2007 gepubliceerd door Lotz.